# Kąty (Piaseczno)
Pour les articles homonymes, voir Kąty.
Kąty (prononciation : [ˈkɔntɨ]) est un village polonais de la gmina de Góra Kalwaria dans le powiat de Piaseczno de la voïvodie de Mazovie dans le centre-est de la Pologne.

## Géographie
Il se situe à environ 5 kilomètres au nord-ouest de Góra Kalwaria (siège de la gmina), 13 kilomètres au sud-est de Piaseczno (siège du powiat) et à 27 kilomètres au sud-est de Varsovie (capitale de la Pologne).

## Histoire
De 1975 à 1998, le village appartenait administrativement à la voïvodie de Varsovie.